# John Garcia
John Garcia, amerikansk sångare och låtskrivare född 4 september 1970. Har varit medlem i Slo Burn, Unida och Kyuss, och är numera medlem och sångare i Hermano. Hans sång har blivit så pass synonymt med "desert rock"-fenomenet att han av många anses vara "the voice of stoner metal".

## Kyuss
Medan han fortfarande gick på high school bildade han 1989 tillsammans med gitarristen Josh Homme bandet Kyuss (ursprungligen Sons of Kyuss). Bandet gav ut fem album, alla med Garcia som sångare. I oktober 1995, bara tre månader efter att de släppt albumet  "...And the Circus Leaves Town" upplöstes Kyuss. Deras sista inspelning var en 10" vinyl på skivbolaget Man's Ruin som senare också släpptes som delad CD med Josh Hommes snart framgångsrika projekt Queens of the Stone Age.

## Efter Kyuss
1996 blev han medlem i stonerrockbandet Slo Burn. Deras EP, "Amusing the Amazing" blev mycket väl mottagen av Kyussfansen som kände igen det grötiga soundet, riffen och Garcias karakteristiska röst. De spelade till och med på Ozzfest 1997, trots sitt annorlunda sound. Det varade dock inte länge eftersom deras skivsläpp endast omfattade den tidigare nämnda kritikerrosade EP:n.
Efter Slo Burns splittring bildade Garcia gruppen Unida som under en period hade före detta Kyussbasisten Scott Reeder som medlem. De släppte ett delat album med Dozer 1999, och skrev efter det på för Rick Rubins bolag American Records där de spelade in ett påkostat andra album som lades på hyllan eftersom affärspartnern Island/Def Jam inte såg potentialen i albumet. Sedan dess ligger bandet på is. Vissa rykten säger dock att sagda album finns tillgängligt olagligt på internet. Bandet gjorde själva kopior tillgängliga för fansen under sin turné, CD:n heter El Coyote.
1998 blev han medlem i Hermano, ett sidoprojekt för ett antal stoner rock-musiker.
2002 gjorde han ett inhopp på brittiska Stonerbandet Orange Goblins album Coup De Grace, i låten "Jesus Beater". 
Under sena 2003 spelade han in låten "Born to Slow" med the Crystal Method, som blev huvudsingel på albumet Legion of Boom. Låten blev någorlunda framgångsrik sett till antalet radiospelningar och är mycket populär bland Crystal Method-fans, i synnerhet på grund av Garcias sång. Limp Bizkit-gitarristen Wes Borland spelade gitarr på låten.
Den 20 december 2005 slog sig Garcia äntligen ihop med Josh Homme igen då han gjorde ett gästframträdande på scen med Queens of the Stone Age under extranumren vid deras spelning på Wiltern Theatre i Los Angeles. De framförde tre Kyusslåtar tillsammans: "Thumb", "Hurricane" och "Supa Scoopa and Mighty Scoop".
Under 2006 samarbetade Garcia med det kanadensiska bandet Danko Jones på deras tredje album Sleep is the Enemy, vilket resulterade i spåret "Invisible".

## Diskografi
Sons of Kyuss
- Sons of Kyuss (1990)

Kyuss
- Wretch (1991)
- Blues for the Red Sun (1992)
- Welcome to Sky Valley (1994)
- ...And the Circus Leaves Town (1995)
- Untitled (delad album med Queens of the Stone Age) (1997)

Slo Burn
- Amusing the Amazing EP (1997)

Unida
- The Best Of Wayne-Gro / Coming Down The Mountain (delad album med Dozer) (1999)
- Coping with the Urban Coyote (1999)
- For the Working Man (aldrig utgiven)

Hermano
- Only a Suggestion (2002)
- Dare I Say... (2004)
- Live at W2 (2005)
- ...Into the Exam Room (2007)

Vista Chino
- Peace (2013)

Solo
- John Garcia (2014)
- The Coyote Who Spoke in Tongues (2017)